# Шёшкупский диалект
Шёшку́пский диале́кт, также ива́нкинский, среднеобско́й, то́гурско-ива́нкинский — диалект южноселькупского языка. Распространён в центральной части Колпашевского района Томской области.

## Социолингвистические сведения

### Ареал и численность
Историческая территория распространения диалекта — Обь в Колпашевском районе от г. Колпашево до границы с Парабельским районом (Сагандуковская протока).
В настоящее время число полных носителей насчитывает 2 человека.

### Функциональный статус
В 1990-е — 2000-е гг. диалект преподавался в школе д. Иванкино Колпашевского района и на курсах в Томском государственном педагогическом университете. В настоящее время в системе образования не представлен.
В настоящее время диалект преподаётся на курсах в г. Колпашево. Во время пандемии преподавание перешло в онлайн, и эта форма занятий используется до сих пор. К настоящему времени, насколько можно понять, у слушателей курсов развивается прежде всего письменная форма языка. Этому способствует и использование языка в интернет-пространстве, в том числе в нескольких южноселькупских чатах.

## Внутренняя классификация
Говоры:
- тогурский[5] (иготкинский) — р. Обь в Колпашевском районе от г. Колпашево до д. Киярово
- (собственно) иванкинский — р. Обь в Колпашевском районе (д. Киярово, Иванкино, Чаршино, Тебенак)
- инкинский — р. Обь в Колпашевском районе (д. Ромашкино, д. Зайкино на Оби, д. Юрты Инкины, д. Сагандуково) до границы с Парабельским районом (Сагандуковская протока)

## Графика

### «Беседы об истинном Боге и истинной вере на наречии обских остяков»
В 1900 году архиепископ Томский и Алтайский Макарий (Невский) издал книгу религиозного содержания. В подготовке книги участвовали двое селькупов: один из д. Иванкино и один с близлежащей территории нижней Кети. Книга представляет собой прямой перевод с алтайского языка. В ней также использовался дореволюционный русский кириллический алфавит, но с добавлением букв Ӓӓ, Ӧӧ, Ӱӱ.

### Современная графика
В начале 1990-х годов лингвисты из лаборатории языков народов Сибирского Севера Томского педагогического института разработали графику для шёшкупского диалекта южноселькупского языка. В 1993 году началось издание литературы на этом алфавите и обучение ему в школе д. Иванкино.
С 1999 г. алфавит шёшкупского диалекта имеет следующий вид:
| А а | Б б | В в | Г г | Ӷ ӷ | Д д | Е е | Ё ё | Ж ж | Җ җ | З з |
| И и | И̇ и̇ | Й й | К к | Ӄ ӄ | Л л | М м | Н н | Ӈ ӈ | O o | Ӧ ӧ |
| П п | Р р | С с | Т т | У у | Ӱ ӱ | Ф ф | Х х | Ц ц | Ч ч | Ш ш |
| Щ щ | ъ   | Ы ы | ь   | Э э | Ӭ ӭ | Ю ю | Я я |     |     |     |

- Для обозначения долгих гласных используется горизонтальная черта над буквой (макрон).
- Факультативно также может использоваться буква Ӓӓ[13].

В более ранних изданиях (1993—1997) вместо буквы Җҗ используется диграф дж.

## Лингвистическая характеристика

### Фонетика и фонология
- Кузьмина А.И. Грамматика селькупского языка, с. 217. Новосибирск: НГУ, 1974.
- Кузьмина А.И. Грамматика селькупского языка, с. 218. Новосибирск: НГУ, 1974.

### Морфология

#### Имя существительное

###### Число
Множественное число существительных образуется при помощи суффикса -ла, например: нева́ — нева́ла         заяц — зайцы.
Суффикс множественного числа -ла обычно стоит перед падежным окончанием:
| нева́ланан — у зайцев; нева-ла-нан заяц-множ.ч.-«у кого» | Мат āчыделап ӄонҗырна́п — Я оленей вижу. а̄чыде-ла-п олень-множ.ч.-«кого/что?» |

Двойственное число используется редко и выражается суффиксами -ӄ, -штыя, -штыяӄ.
Также существует редко используемое окончание -сыӷ для выражения двойственного числа с названиями родственников:
- темня́ «брат» – шэд темня́сыӷ «два брата»
- пая́ «жена» – ара́ пая́сыӷ «муж с женой».

##### Падеж
Существительнные на -к, -ӈ, -п, -м теряют свой конечный согласный: кана́т пед — собачья будка (собаки будка, кана́к — собака), но́дыт кай — стерляжья уха (стерляди уха, но́дык — стерлядь).
| падежи                           | вопросы                                           | окончания                      | окончания                |
| падежи                           | вопросы                                           | неодушевлённые                 | одушевлённые             |
| Родительный                      | Кого? чего?                                       | -т, -н                         | -т, -н                   |
| Винительный                      | Кого? что?                                        | -п, -м                         | -п, -м                   |
| Дательно-направительный          | Куда? К кому? к чему?                             | -нд                            | -ни̇, -не                 |
| Местно-временной / местно-личный | Где? В чём? / У кого?                             | -ӷыт, -ӄыт                     | -нан, -на̄н, -ннан        |
| Исходный                         | Откуда? От кого? От чего?                         | -ӷындо, -ӄындо, -ӷынды, -ӄынды | -нандо, -нандыкто        |
| Продолжительный                  | По чему? По кому? Вдоль чего?                     | -мыт, -выт, -утты, -утти̇       | -мыт, -выт, -утты, -утти̇ |
| Орудно-совместный                | С кем? С чем? Кем? Чем?                           | -сэ, -зэ                       | -сэ, -зэ                 |
| Лишительный                      | Без кого? Без чего?                               | -калк, -галк                   | -калк, -галк             |
| Назначительно-превратительный    | Для кого? Для чего? О ком? О чём? По что? За чем? | -тӄо                           | -тӄо                     |
| Превратительный                  | Чем/кем стал?                                     | -вле, -ле                      | -вле, -ле                |
| Производное прилагательное       | Какой? (-ая, -ое, ие)                             | -и, -й, -ль, -л                | -и, -й, -ль, -л          |
| Прилагательное обладания         | С чем?                                            | -суй, -зуй, -зей               | -суй, -зуй, -зей         |
| Прилагательное необладания       | Без чего?                                         | -гыди̇́, -гӭдӭ́л, -годи̇л          | -гыди̇́, -гӭдӭ́л, -годи̇л    |

Именительный падеж совпадает с основой слова и отвечает на вопросы «кто?» «что?», например: мадь — тайга, кванд — елец.
Имя существительное в именительном (основном) падеже может использоваться в функции наречия:
| кат — зима, зимой ӧ̄дыт — весна, весной та́ыт — лето, летом ара́т — осень, осенью | ӄарт — утро, утром те̄лт — день, днём ӱ̄дыт — вечер, вечером пет — ночь, ночью |

Родительный падеж образуется с помощью суффикса -т (-н) от основы имени существительного и отвечает на вопросы «кого?» «чего?» «какой?», например: ма́дит ӄуп — охотник (тайги человек, мадь — тайга).
Винительный падеж образуется при помощи суффикса -п/-м от основы имени существительного и отвечает на вопросы «кого? что?»: лоӷá — лоӷáп    лиса — лису.
- Мат āчыдеп ӄонҗырна́п — Я оленя вижу.
- Мат āчыделап ӄонҗырна́п — Я оленей вижу.

Дательно-направительный падеж для неодушевлённых существительных отвечает на вопросы «куда?», «к чему?», «на что?», «во что?» и образуется с помощью суффикса -нд/-ӷынд/-ты.
Дательно-направительный падеж для одушевлённых существительных отвечает на вопросы «куда?», «к кому?» «кому?» и образуется с помощью суффиксов -ни̇/-не.
Местно-временной падеж. Окончание -ӷыт (-ӄыт) придаёт значение «где», «в чём»: элле̄ӷыт — внизу, по̄нэӷыт — на улице, ма̄дыт па̄роӷыт — на крыше.
Местно-личный падеж образуется при помощи суффикса –нан от основы имени существительного и отвечает на вопрос «у кого?»: невāнан — у зайца.
Исходный падеж для неодушевлённых существительных образуется с помощью суффикса –ӷынды (-ӄындо, -ӷындо) от основы имени существительного и отвечает на вопросы «откуда?» «от чего?» «из чего?»:
- Мат шё̄тӄындо тӧ̄мбак. — Я из леса пришёл.
- Шё̄шӄула ӄвӭ̄лыӷынды по́рсэп ме̄кузат. — Селькупы из рыбы муку делали.

Исходный падеж для одушевлённых существительных образуется с помощью суффикса –нандо от основы имени существительного и отвечает на вопрос «от кого?»: лоӷа́нандо — от лисы.
Продольный (продолжительный) падеж образуется при помощи суффикса -мыт/-выт/-утты и отвечает на вопросы «по кому?» «по чему?» «вдоль кого?» «вдоль чего?»,  например:
- ти̇̄т нутпа̄рмыт (нӯшӱньде̄мыт) ча̄җа — туча по небу идёт (нутпа̄р, нӯшӱньдь — небо);
- ӄӧ̄шӄленд онҗ ватто̄утты — иди своей дорогой [=по своей дороге] (ватт — дорога).

Орудийно-совместный (орудно-совместный) падеж отвечает на вопросы «кем?» «чем?» «с кем» «с чем?» и образуется с помощью суффикса -сэ (-зэ), например: массэ́ — со мной, табзэ́ — с ним, с ней; Мат сола́зэ авыре̄шпак — Я ложкой ем (сола́к — ложка).
Лишительный падеж отвечает на вопросы «без кого?» «без чего?» и образуется с помощью суффикса -калк (-галк), например: маткалк — без меня, кана́ккалк — без собаки.
Назначительно-превратительный падеж отвечает на вопросы «зачем?» «для кого?» «для чего?» «о ком?» «о чём?» «из-за кого?» «из-за чего?» «чтобы что?» и образуется с помощью суффикса -тӄо (-ӄо), например:
- ӧтӄо — за водой (ӧт — вода),
- темня́тӄо — для брата (о брате, из-за брата, темня́ — брат).

Мадь — тайга
| падежи          | вопросы              | слово                          | пример                                                                                        |
| Имен.           | что?                 | мадь — тайга                   | Мадь ча́гымби̇ э̄я — Тайга сухая стоит                                                           |
| Род.            | чего?                | ма́дит — тайги                  | Ма́дит ӄуп кана́лап вары́т. — Охотник [тайги человек] собак держит.                              |
| Вин.            | что?                 | ма́дип — тайгу                  | Ма́дип кундо́к аза́ ада́ — Тайгу долго не видно                                                   |
| Дат.-направ.    | Куда? к чему?        | мадё̄нд — в тайгу               | Таб мадё̄нд ӄванба́ — Он в тайгу ушёл                                                           |
| Местно-врем.    | Где? В чём?          | мадё̄ӷыт — в тайге              | Тапо́т мадё̄ӷыт ко́тик свӭ̄шӄ э̄я — Нынче в тайге много кедрового ореха                            |
| Исходн.         | Откуда? От чего?     | мадё̄ӷындо — из тайги, от тайги | Табла́ мадё̄ӷынды ӄвачо́нд андзэ тӧ̄мбат — Они из тайги в город на лодке приехали                 |
| Продол.         | По чему? Вдоль чего? | мадё̄выт — по тайге             | Чо́бырп вадэ̄шпынди̇ налӄу́ла се̄льдь тя̄с мадё̄выт ӄвая̄шпызат — Ягодницы семь часов по тайге ходили |
| Орудно-совмест. | С чем? Чем?          | ма́дьзэ — тайгой, с тайгой      |                                                                                               |
| Лишит.          | Без чего?            | мадьгалк — без тайги           |                                                                                               |
| Назн.-превр.    | Для чего? О чём?     | ма́дитӄо — для тайги, о тайге   | Тӱ̄ ма́дитӄо ӄошӄа́лӄ э̄я — Огонь для тайги плохо                                                 |
| Превр.          | Чем стал?            | ма́дивле — тайгой               |                                                                                               |

Ляӷа́ — друг
| падежи           | вопросы                  | слово                                     | пример                                                                  |
| Имен.            | кто?                     | ляӷа́ — друг                               |                                                                         |
| Род.             | кого?                    | ляӷа́т — друга                             | ляӷа́т ӄаборӷ — рубашка друга                                            |
| Вин.             | кого?                    | ляӷа́п — друга                             | Мат ляӷа́п ӄомба́м — я друга нашёл                                        |
| Дат.-направ.     | Кому? К кому?            | ляӷа́ни̇ — другу, к другу                   | Таб ляӷа́ни̇ нагре̄шпат — он другу пишет                                   |
| Местно-врем.     | У кого?                  | ляӷа́нан — у друга                         | ляӷа́нан ко́тик ӄомдэ́ э̄я — у друга много денег есть                       |
| Исходн.          | Откуда? От кого?         | ляӷа́нандо — от друга                      | Таб ляӷа́нандо паралҗымба — он от друга вернулся                         |
| Продол.          | По кому?                 | ляӷа́мыт — по другу                        | ляӷа́мыт талг сокырна́ — по другу клещ ползает                            |
| Орудно-совмест.  | С кем? Кем?              | ляӷа́зэ — другом, с другом                 | Мӣ ляӷа́зэ сва̄ӄ варка́й — мы с другом хорошо живём                        |
| Лишит.           | Без кого?                | ляӷа́галк — без друга                      | ляӷа́галк ӄошӄа́лк э̄я — без друга плохо                                   |
| Назнач.-преврат. | Для кого? О ком? За кем? | ляӷа́тӄо — для друга, из-за друга, о друге | Таб ляӷа́тӄо э̄дэнд аза́ ӄванба́ — он ради (из-за) друга в деревню не уехал |
| Превр.           | Кем стал?                | ляӷа́вле — другом                          | Мат те̄ка сва̄ ляӷа́вле а̄зымбак — я тебе хорошим другом стал               |

##### Лично-притяжательное склонение
Исторически существовало лично-притяжательное склонение во всех лицах и числах. В современном языке ограниченно (достаточно редко) используется лично-притяжательное склонение 3-го лица единственного числа (таб «он, она, оно») для всех лиц и чисел.
| падежи          | вопросы          | окончания      | Пример |
| Имен.           | кто?             | -м -л -т       | азе́м — мой отец азе́л — твой отец а́зыт — его/её отец                                                                 |
| Род.            | чей?             | -нд            | азе́нд анд — лодка моего отца                                                                                        |
| Вин.            | кого?            | -мд            | Таб азе́мд кве̄димбат — он отца моего повстречал                                                                      |
| Дат.-направ.    | Кому? к кому?    | -нд+ни̇ -ӷынд   | азе́ндни̇ — Мат азе́ндни̇ (азе́ӷынд) пялдымба́к азе́ӷынд — я своему отцу помогаю                                           |
| Местно-врем.    | У кого?          | -нд+нан        | азе́нднан — у моего отца азе́нднан тӱланд э̄я — у моего отца мотолодка есть                                            |
| Исходн.         | От кого?         | -нд+нандо      | азе́нднандо — от моего отца мат азе́нднандо нап танумба́м — я от моего отца это узнал                                  |
| Продол.         | По кому?         | -нд+мыт (утти̇) | азе́ндмыт — по моему отцу                                                                                            |
| Орудно-совмест. | С кем? Кем?      | -нд+сэ         | азе́ндсэ — с моим отцом Ми азе́ндсэ ӄвӭ̄лчай — мы с отцом моим рыбачим                                                 |
| Лишит.          | Без кого?        | -нд+галк       | азе́ндгалк — без моего отца эльма̄д азе́ндгалк ку́най аза́ ӄванэ̄шпа — маленький ребёнок без своего отца никуда не уходит |
| Назн.-превр.    | Для кого? О ком? | -нд+ӄо         | азе́ндӄо — для моего отца, из-за моего отца Мат на тортына̄грып азе́ндӄо комба́м — я эту книгу для своего отца нашёл    |

#### Послелог
Послелоги в шёшкупском диалекте делятся на классы несерийных (имеющих только одну форму) и серийных (пространственных, принимающих окончания пространственных падежей: дательно-направительного, местно-временного, исходного, продольного).
Пример: послелог тарēдык (несерийный, функция сравнения):
- тар тарēдык        как шерсть
- сӭр тарēдык        как снег

Пространственные послелоги:
|          | Па̄р — верх                        | Шуньдь — нутро                  | Ӄӧ̄ — бок                   | Ы̄л — дно, низ             |
| Куда?    | Па̄ронд (на что-то)                | Шунне́нҗ (вовнутрь)              | ӄӧ̄нд (по направлению к)    | Ы̄лонд (под что-то)        |
| Где?     | Па̄роӷыт (на чём-то)               | Шуньде̄ӷыт (в чём-то)            | Ӄӧ̄ӷыт (около, у)           | Ы̄лоӷыт (под чем-то)       |
| Откуда?  | Па̄роӷындо (с чего-то)             | Шуньде̄ӷындо (из чего-то)        | Ӄӧ̄ӷындо (от чего-то)       | Ы̄лоӷындо (из-под чего-то) |
| По чему? | Па̄рмыт, па̄роутты (по поверхности) | Шуньде̄мыт (по внутренней части) | Ӄӧ̄утты, ӄӧ̄мыт (по стороне) | Ы̄лмыт (понизу)            |

#### Производные прилагательные
Прилагательные, образованные от существительных добавляют суффикс -и/-и̇/-й, например: ма́ди — таёжный (мадь — тайга).

##### Прилагательные и причастия обладания и необладания
От существительных также могут образовываться прилагательные обладания. Такие прилагательные отвечают на вопрос «имеющий что?» и образуются с помощью суффикса -суй/-зуй/-зей, например:
- а̄мдызей — рогатый (а̄мд — рога),
- орсу́й — сильный (ор — сила),
- танзу́й — умный (тан — ум).

Прилагательные необладания отвечают на вопрос «не имеющий чего?» и образуются с помощью суффикса -гыди̇/-годи̇л/-ӷӭдӭл, например:
- нэ́мгыди̇ — безымянный (нэм — имя),
- ӄо̄ӷӭдӭл, ӄо̄гыди̇ — глухой (ӄо̄ — уши, ухо).

##### Местные прилагательные
Образуются от существительных, отвечают на вопрос «находящийся где?», окончание -ки: ма́тки — домашний (ма̄тӄыт — в доме, форма местно-временного падежа с вопросом «где?»).

##### Уменьшительно-ласкательные прилагательные
Суффиксы -льдига, -дика, -тика, -ка: кыба́ «маленький» – кыбы́льдига «малюсенький».

##### Сравнительная степень прилагательных
Выражается с помощью суффиксов -чкалаг, -чкалак, -чикак, -чкала̄гык:
- пы́ргычкалаг — выше, повыше (пырг — высокий)
- сва̄чикак — лучше, лучший (сва̄ — хороший).

#### Глагол
Глагол в неопределённой форме (инфинитиве) оканчивается на -гу или -ку, например: мēгу —делать, межа́лбыгу — плясать.
Продолжительное действие (не одномоментное) выражается в глаголе с помощью суффикса -шп-/-э̄шп-/-е̄шп-, например:
- таб па́ып сале̄шпыс — он нож точил (сале̄шпыгу — точить, салгу́ — наточить),
- таб сва̄к о̄ӷолҗэ̄шпа — он хорошо учится (о̄ӷолҗэ̄шпыгу — учиться, о̄ӷолҗыгу — научиться, привыкнуть).

Постоянное действие выражается с помощью суффикса -ку-/-кку-/-гу-/-кв-/-кк-, который вставляется перед окончанием, например:
- мат табла́п ӣккам — я их беру [всегда, постоянно] (ӣгу — взять, ӣккугу — брать периодически);
- ӄӯла Пё̄й пая́п ма̄дыргуза̄дыт — люди Каменную бабу просили [всегда, постоянно] (ма̄дыргу — просить, ма̄дыргугу — просить постоянно).

##### Изъявительное наклонение

###### Настоящее время
Ме̄шпыгу — делать.
| число         | лицо       | Спряжение   | Спряжение                            | Спряжение                            | Спряжение                            |
| число         | лицо       | субъектное  | субъектное                           | объектное (с сущ. в вин.пад.)        | объектное (с сущ. в вин.пад.)        |
| единственное  | 1 я        | -ак, -аӈ    | Мат ме̄шпак "я делаю"                 | -ап, -ам                             | Мат ме̄шпам"я (что-то) делаю"         |
| единственное  | 2 ты       | -анд        | Тат ме̄шпанд "ты делаешь"             | -ал                                  | Тат ме̄шпал "ты (что-то) делаешь"     |
| единственное  | 3 он       | -а, -ы      | Таб ме̄шпа "он, она делает"           | -ат                                  | Таб ме̄шпат "он, она (что-то) делает" |
| двойственное  | 1 мы двое  | -ай         | Мӣ ме̄шпай "мы двое делаем"           | Мӣ ме̄шпай "мы двое делаем"           | Мӣ ме̄шпай "мы двое делаем"           |
| двойственное  | 2 вы двое  | -али        | Ти̇̄ ме̄шпали "вы двое делаете"         | Ти̇̄ ме̄шпали "вы двое делаете"         | Ти̇̄ ме̄шпали "вы двое делаете"         |
| двойственное  | 3 они двое | -аӷи̇        | Табъя́ ме̄шпаӷи̇ "они двое делают"      | Табъя́ ме̄шпаӷи̇ "они двое делают"      | Табъя́ ме̄шпаӷи̇ "они двое делают"      |
| множественное | 1 мы       | -аут, -авыт | Мӣ ме̄шпаут (ме̄шпавыт) "мы делаем"    | Мӣ ме̄шпаут (ме̄шпавыт) "мы делаем"    | Мӣ ме̄шпаут (ме̄шпавыт) "мы делаем"    |
| множественное | 2 вы       | -алт, -алыт | Ти̇̄ ме̄шпалт (ме̄шпалыт) "вы делаете"   | Ти̇̄ ме̄шпалт (ме̄шпалыт) "вы делаете"   | Ти̇̄ ме̄шпалт (ме̄шпалыт) "вы делаете"   |
| множественное | 3 они      | -ат, -адыт  | Табла́ ме̄шпат (ме̄шпадыт) "они делают" | Табла́ ме̄шпат (ме̄шпадыт) "они делают" | Табла́ ме̄шпат (ме̄шпадыт) "они делают" |

###### Прошедшее время
Прошедшее время образуется с помощью суффикса -з- (-с-) перед личным окончанием.

###### Результативное прошедшее время
Совпадает с показателем совершенного вида, распространённым в диалектах южноселькупского языка. Обозначает действие, произошедшее в прошлом, но имеющее значение в текущий момент, и образуется с помощью:
- суффикса -мб- после гласных (таб маннымба́ — он посмотрел; маннымбыгу́ — смотреть; манҗыгу — взглянуть)
- суффикса -б- после звонких согласных (таб по̄нэ кура́лба — он на улицу побежал; кура́лгу — побежать)
- суффикса -п- после глухих согласных (таб ӄвӭ̄лп ӄватпа́т — он рыбу поймал (наловил); ӄватку́ — добыть).

###### Будущее время
Образуется с помощью:
- суффикса -нҗ- после гласных (мат тӧ̄нҗак — я приду; тӧ̄гу — прийти)
- суффикса -ч- после согласного т (таб ӄвӭ̄лп ӄватча́т — он рыбу поймает; ӄватку́ — добыть)
- суффикса -җэнҗ - после согласного л (нева́ кура́лҗэнҗа — заяц побежит; кура́лгу — побежать),
- суффикса -э̄нҗ - (-е̄нҗ-) после остальных согласных (кат мяннэ̄нҗа — зима пройдёт; мендыгу́, мяндыгу́ — пройти).

##### Желательное наклонение (оптатив)
Желательное наклонение переводится на русский язык глаголом «хотеть» (реже «мочь», «желать», словом «надо») и  может выражать одно из двух значений:
- желание: мат ӯдилакс — я хочу работать (ӯдигу — работать), табла́ тӧ̄ласт — они хотят прийти (тӧ̄гу — прийти);
- обыденные действия при описании определённой ситуации: Тӧ̄лакс то̄нд, неве́дам ня́ӄӄылепс, ӄвӭ̄лп ӄвалле́пс. — Вот приду на озеро, невод потяну, рыбу добуду (тӧ̄гу — прийти, ня́ӄӄылгу — вытянуть, ӄватку́ — добыть).

Ме̄гу — сделать.
| число         | лицо       | Спряжение       | Спряжение                                     | Спряжение                                     | Спряжение                                     |
| число         | лицо       | субъектное      | субъектное                                    | объектное (с сущ. в вин.пад.)                 | объектное (с сущ. в вин.пад.)                 |
| единственное  | 1 я        | -лакс           | Мат ме̄лакс "я хочу сделать"                   | -лепс                                         | Мат ме̄лепс "я хочу (что-то) сделать"          |
| единственное  | 2 ты       | -ле             | Тат ме̄ле "ты хочешь сделать"                  | -лес                                          | Тат ме̄лес "ты хочешь (что-то) сделать"        |
| единственное  | 3 он       | -ла, -ле        | Таб ме̄ла "он, она хочет сделать"              | -лест, -лес                                   | Таб ме̄лест "он, она хочет (что-то) сделать"   |
| двойственное  | 1 мы двое  | -лай            | Мӣ ме̄лай "мы двое хотим сделать"              | Мӣ ме̄лай "мы двое хотим сделать"              | Мӣ ме̄лай "мы двое хотим сделать"              |
| двойственное  | 2 вы двое  | -ли             | Ти̇̄ ме̄ли "вы двое хотите сделать"              | Ти̇̄ ме̄ли "вы двое хотите сделать"              | Ти̇̄ ме̄ли "вы двое хотите сделать"              |
| двойственное  | 3 они двое | -лаӷ, -лади̇     | Табъя́ ме̄лаӷ (ме̄лади̇) "они двое хотят сделать" | Табъя́ ме̄лаӷ (ме̄лади̇) "они двое хотят сделать" | Табъя́ ме̄лаӷ (ме̄лади̇) "они двое хотят сделать" |
| множественное | 1 мы       | -ла́уст          | Мӣ ме̄лауст "мы хотим сделать"                 | Мӣ ме̄лауст "мы хотим сделать"                 | Мӣ ме̄лауст "мы хотим сделать"                 |
| множественное | 2 вы       | -ласт           | Ти̇̄ ме̄ласт "вы хотите сделать"                 | Ти̇̄ ме̄ласт "вы хотите сделать"                 | Ти̇̄ ме̄ласт "вы хотите сделать"                 |
| множественное | 3 они      | -ла́дыст, -ла̄дыс | Табла́ ме̄ла́дыст (ме̄ла̄дыс) "они хотят сделать"  | Табла́ ме̄ла́дыст (ме̄ла̄дыс) "они хотят сделать"  | Табла́ ме̄ла́дыст (ме̄ла̄дыс) "они хотят сделать"  |

##### Сослагательное наклонение
Сослагательное наклонение глагола выражает значение русской частицы «бы» (непроизошедшее действие) и образуется с помощью суффикса -нэ-, который вставляется перед окончанием, например:
- тат тӧ̄нэнд — ты пришёл бы (тӧ̄гу — прийти);
- тальде́л аза́ свӭ̄рнэ, мат конэ́п ватто́мд — вчера не шёл бы дождь, я нашёл бы дорогу-мою (свӭ̄рыгу — идти дождю, когу́ — найти).

Ме̄гу — сделать.
| число         | лицо       | Спряжение    | Спряжение                                  | Спряжение                                  | Спряжение                                                  |
| число         | лицо       | субъектное   | субъектное                                 | объектное (с сущ. в вин.пад.)              | объектное (с сущ. в вин.пад.)                              |
| единственное  | 1 я        | -нэ          | Мат ме̄нэ "я бы сделал"                     | -нэм, -нэп                                 | Мат ме̄нэп "я бы (что-то) сделал"                           |
| единственное  | 2 ты       | -нэнд        | Тат ме̄нэнд "ты бы сделал"                  | -нэл                                       | Тат ме̄нэл "ты бы (что-то) сделал"                          |
| единственное  | 3 он       | -нэ          | Таб ме̄нэ "он бы сделал, она бы сделала"    | -нэт                                       | Таб ме̄нэт "он бы (что-то) сделал, она бы (что-то) сделала" |
| двойственное  | 1 мы двое  | -нэй         | Мӣ ме̄нэй "мы двое бы сделали"              | Мӣ ме̄нэй "мы двое бы сделали"              | Мӣ ме̄нэй "мы двое бы сделали"                              |
| двойственное  | 2 вы двое  | -нэли        | Ти̇̄ ме̄нэли "вы двое бы сделали"             | Ти̇̄ ме̄нэли "вы двое бы сделали"             | Ти̇̄ ме̄нэли "вы двое бы сделали"                             |
| двойственное  | 3 они двое | -нэӷ, -нэди̇  | Табъя́ ме̄нэӷ (ме̄нэди̇) "они двое бы сделали" | Табъя́ ме̄нэӷ (ме̄нэди̇) "они двое бы сделали" | Табъя́ ме̄нэӷ (ме̄нэди̇) "они двое бы сделали"                 |
| множественное | 1 мы       | -нэут        | Мӣ ме̄нэут "мы бы сделали"                  | Мӣ ме̄нэут "мы бы сделали"                  | Мӣ ме̄нэут "мы бы сделали"                                  |
| множественное | 2 вы       | -нэлт        | Ти̇̄ ме̄нэлт "вы бы сделали"                  | Ти̇̄ ме̄нэлт "вы бы сделали"                  | Ти̇̄ ме̄нэлт "вы бы сделали"                                  |
| множественное | 3 они      | -нэт, -нэдыт | Табла́ ме̄нэт (ме̄нэдыт) "они бы сделали"     | Табла́ ме̄нэт (ме̄нэдыт) "они бы сделали"     | Табла́ ме̄нэт (ме̄нэдыт) "они бы сделали"                     |

#### Деепричастие
Деепричастие обозначает добавочное действие в предложении, тогда как глагол выражает основное действие.
Суффиксы деепричастий добавляются к основе глагола.

##### Деепричастия одновременного действия
Образуются с помощью суффикса -ле и выражает действие, происходящее одновременно с другим, например:
- таб тю̄рле а̄мда — она сидя плачет (тю̄ргу — плакать),
- кана́к кытьва́тпле кӯннымба — собака, испугавшись, убежала (кытьва́тпугу — испугаться).

##### Деепричастия последовательного (предшествующего) действия
Образуются с помощью суффиксов –лебе/-левле и выражает действие, предшествующее другому, например:
- Тӱ̄ӷынды и́лебе, си́танд палле́с, чагырлес. — Из огня взяв, в сито положишь, сушишь (и́гу — взять);
- На чагырле́бе ӄоронҗэ́н ме́лладыст. — Это высушив, в корзину делают (чагыргу́ — высушить).

#### Причастие
От глаголов могут образовываться причастия, например:
- о̄ӷолҗэшпи̇ ма̄т — школа (дом, где учат),
- о̄ӷолҗэмбыди̇ ӄуп — учитель (учащий человек),
- о̄ӷолҗэмбынди̇ ӄуп — ученик (учащийся человек).

#### Наречие
Наречие отвечает на вопрос «как?» и выражается суффиксом -к/-ӄ/-ӈ: сва̄ «хороший» – сва̄ӄ ~ сва̄ӈ «хорошо».

#### Личные местоимения
| 1 л., ед.ч. «я»          | мат      |
| 2 л., ед.ч. «ты»         | тат      |
| 3 л., ед.ч. «он/она/оно» | таб, на  |
| 1 л., мн.ч. «мы»         | мӣ       |
| 2 л., мн.ч. «вы»         | ти̇̄       |
| 3 л., дв.ч. «они двое»   | табыштыя́ |
| 3 л., мн.ч. «они»        | табла́    |

Для неодушевлённых предметов используется местоимение на «это» вместо таб.

#### Числительное
Порядковые числительные (первый, второй, третий…) образуются с помощью суффикса -мҗэ̄ли.
| 1    | о́ккыр                     |
| 2    | шэд                       |
| 3    | на̄гур                     |
| 4    | тэ̄т                       |
| 5    | сомбла́                    |
| 6    | му́ктэт                    |
| 7    | се̄льдь                    |
| 8    | шэдтя́ткет, шэдтя́тгвэт     |
| 9    | о́ккыртя́ткет, о́ккыртя́тгвэт |
| 10   | кӧ̄т                       |
| 11   | оккыргвэ́йет               |
| 12   | шэдгвэ́йет                 |
| 13   | на̄гургвэ́йет               |
| 14   | тэтгвэ́йет                 |
| 15   | сомблагвэ́йет              |
| 16   | му́ктэтгвэ́йет              |
| 17   | се̄льдьгвэ́йет              |
| 18   | шэдтя́тгвэтгвэ́йет          |
| 19   | о́ккыртя́тгвэтгвэ́йет        |
| 20   | шэдса́ру, шэд кӧт          |
| 21   | шэдса́ру о́ккыр             |
| 22   | шэдса́ру шэд               |
| 23   | шэдса́ру на̄гур             |
| 24   | шэдса́ру тэ̄т               |
| 25   | шэдса́ру сомбла́            |
| 26   | шэдса́ру му́ктэт            |
| 27   | шэдса́ру се̄льдь            |
| 28   | шэдса́ру шэдтя́ткет         |
| 29   | шэдса́ру о́ккыртя́ткет       |
| 30   | нагурса̄ру, на̄гур кӧт      |
| 40   | тэ́ттыса̄ру, тэт кӧт        |
| 50   | сомбласа̄ру, сомбла́ кӧт    |
| 60   | му́ктэтса̄ру, му́ктэт кӧт    |
| 70   | се̄льдьса̄ру, се̄льдь кӧт    |
| 80   | шэдтя́рыт кӧт              |
| 90   | оккыртя́рыт кӧт            |
| 100  | то̄н                       |
| 1000 | кӧттон                    |

## История изучения
Появление серьёзных источников по южноселькупскому языку в этот период обязано Матиасу Александру Кастрену (M. Alexander Castrén). М.А. Кастрен, находившийся в экспедиции в Сибири с 1845 по 1849 гг., проехал Сургут, Нарым, Молчаново, Томск, Маковское. М.А. Кастрен записал материалы, фиксирующие современные ему диалектные особенности: грамматику, словники и тексты. Именно к записям Кастрена относятся самый древний из известных (сравнительно) крупных селькупских текстов — богатырская песня с Оби.
Венгерский исследователь Карой Папаи посетил Томскую губернию в 1888 г., записал обширный топонимический и фольклорный материал (последний — только с шёшкупского ареала и только на венгерском языке), впоследствии переизданный в различных изданиях томским этнографом Н.А. Тучковой.
В 1900 г. увидела свет книга еп. Макария (Невского) «Беседы об истинном Боге и истинной вере на наречии обских остяков», которая представляет собой текст на шёшкупском диалекте с подстрочным русским переводом. Его языковыми консультантами были двое селькупов из окрестностей с. Колпашева, с Оби и нижней Кети.
Объемный и богатый материал по южноселькупскому языку был собран финским исследователем К. Доннером. Его экспедиции в Сибирь (1911 — 1913 гг. и 1914 г.) оставили после себя южноселькупский материал с верхней, средней и нижней Оби, Тыма, Кети, Чулыма, Чаи, а также материалы по другим языкам Сибири. Подробное описание экспедиций К. Доннера сделано на немецком языке в его книге ‘Bei den Samojeden in Sibirien’ (1926), в английском переводе книга ‘Among the Samoyeds in Siberia’ вышла в 1954 г.
В 60-х годах XX вв., благодаря деятельности Андрея Петровича Дульзона, появилась томская школа изучения южноселькупского языка. А.П. Дульзон сформулировал научную проблему: «Происхождение аборигенов Сибири и их языков» и собирал комплексные данные для её решения. А.П. Дульзон организовал большое количество комплексных археологических, этнографических и лингвистических экспедиций в места проживания коренных малочисленных народов Томской области, в том числе, южных селькупов. Результаты экспедиций представлены объемными полевыми материалами, текстовыми сборами, монографиями и другими научными публикациями. Научная и организаторская деятельность А.П. Дульзона, позднее его ученицы Эрики Генриховны Беккер, ещё позднее другой его ученицы Ольги Андреевны Осиповой привели к тому, что в Томске было подготовлено более 20 кандидатских и докторских диссертаций по южноселькупскому языку.

## Пример текста
Андя, пӱалҗигат тят.

Оккыр де̄л ми Ка̄лен опти̇ ӄванна́й мадёнд манды чо́бырым ва̄тку́. Мӣ ва́дандай, но́шалам (кӣдлам) вада́й, таб кӣдыт ти̇̄р и ман най кӣдыт ти̇̄р. Те̄лыт па́сса, ӄо́птоӷонд ме̄дымба. Э̄дэнд ча̄җӭгу кунда́й э̄я. Мӣ кыге̄лай ша́ӄӄыгу на ле́ви ӄо̄реӷын (тёзоӷондо ме̄би ӄо̄ре). Ӄандыби чайм ӧ́дай, ӄо́рет тӣбӭн ӄо́ндугу ӄоҗа́ннай. Ла́рымбыквай. Пет тю́мбыӈ э̄я. Манды чо́быри аре́ӷын петлат тюмб. Ӄай пӱ̄я́лҗига онҗ тяре́ ӭ̄җа, ӄаро́т чан аза́ ӄонда́ннай. Та́пти ӄари́мын но́шалам (кӣдлам) таӄто́лҗай, э́дэнд ӱ̄пэтяй. Э̄дэнд меда́й, ма́мовне кадэ́шпай пӱ̄ тят, пӱ̄алҗига тят: пӱ̄алҗига мӣӷыни̇ ӄондыгу аза́ меут. Та пет пельдём аза́ ӄо́ндсай. Пӱ̄а мӣӷыни̇ ӄондыгу аза́ меут. То тевла́ндсэ ша́лкайчле качева́тпа, то ко́шкат таре́ парква́, ӭ̄җа, ня́урна.— Тобольжина Фиона Фёдоровна, Тарэна́ӄ, 1967.

Сноха, про филина.

Однажды мы с Галей пошли в тайгу бруснику собирать. Вот мы собираем, ноши (кузовы) набрали, она полный кузов, и я тоже кузов полный. Солнце стало садиться. В деревню идти далеко. Мы вздумали ночевать в дощатом стане (из тёса сделанный стан). Холодного чая напились, позади стана спать легли. Боимся. Ночь длинная. В сентябре (месяце брусники) ночи длинные. Филин по-своему кричал, и мы до утра не спали. На следующее утро мы (ношу) кузовы закинули и отправились в деревню. В деревню доехали, маме моей рассказали, про филина, [как] филин нам двоим спать не давал. Эту ночь, всю ночь не спали. Филин нам спать не давал. То зубами щёлкает, то как кошка кричит, голосит, мяукает.— Тобольжина Фиона Фёдоровна, Тогур, 1967.